# Ingleside on the Bay
Ingleside on the Bay – miasto w Stanach Zjednoczonych, w stanie Teksas, w hrabstwie San Patricio.